# Оператор сотовой связи
Опера́тор со́товой свя́зи (также опера́тор моби́льной свя́зи, опера́тор беспроводно́й свя́зи и опера́тор радиосвя́зи) — компания, предоставляющая услуги сотовой связи для сотовых телефонов своих абонентов.

## Цели и задачи
В задачи оператора входит:
- получение разрешительных документов на использование радиочастот и предоставление услуг,
- построение собственной сотовой сети и её последующая эксплуатация,
- разработка условий обслуживания,
- сбор платежей за свои услуги,
- предоставление технической поддержки.

Кроме того, есть и ряд неочевидных задач:
- маркетинговые усилия для продвижения услуг на рынке,
- разработка стратегического плана развития сети,
- технологическое совершенствование инфраструктуры,
- рефарминг используемых радиочастот.

Многие операторы также осуществляют
- торговлю сотовыми телефонами,
- продажу цифрового контента для телефонов,
- предоставляют доступ в Интернет через свою сотовую сеть.

## Лицензии и стандарты
Процесс образования оператора сотовой связи в стране обычно начинается с получения лицензии на определённые радиочастоты у правительства. Диапазон частот, разрешение на которых необходимо получить, зависит от типа сети, которую планируется разворачивать. Оператор может предоставлять доступ в нескольких стандартах (как, например, российский Вымпелком: GSM и DAMPS (в прошлом), американский Verizon: GSM и CDMA).
Регулирующие государственные органы распределяют частотный диапазон по определённой ими схеме, в том числе и с помощью тендера. Например, недавние распределения лицензий на 3G в Европе проходили в форме аукциона, и частоты доставались сделавшему наибольшее предложение.

## Услуги
Оператор, на основе имеющихся у него в распоряжении технологий, может предоставлять клиентам услуги:
- Голосовой звонок;
- Автоответчик;
- Роуминг;
- АОН (Автоматический определитель номера);
- Приём и передача коротких текстовых сообщений (SMS);
- Приём и передача мультимедийных сообщений - изображений, мелодий, видео (MMS-сервис);
- Мобильный банк (услуга);
- Доступ в Интернет;
- Видеозвонок и видеоконференция

и т. д.